# وانان
وانان، روستایی در بخش لاران، شهرستان شهرکرد از توابع استان چهارمحال و بختیاری است. این روستا در فاصله ۲۲ کیلومتری شمال غربی شهرکرد قرار دارد.مردم این روستا به زبان لری بختیاری صحبت می‌کنند

## جمعیت
این روستا در دهستان لار قرار دارد و براساس سرشماری مرکز آمار ایران در سال ۱۳۸۵، جمعیت آن ۳٬۰۴۴ نفر (۶۹۳خانوار) بوده‌است.

## مکان‌های تاریخی

### حمام وانان
حمام وانان مربوط به دوره قاجار است و در تاریخ ۷ خرداد ۱۳۸۷ با شمارهٔ ثبت ۲۲۹۵۲ به‌عنوان یکی از آثار ملی ایران به ثبت رسیده‌است.

### مسجد جامع وانان
مسجد جامع وانان در میانه روستای وانان قرار دارد. این مسجد دارای یک شبستان و دو ورودی در شمال خاوری و جنوب باختری می‌باشد که ورودی شمال خاوری به شکل هشتی ساخته شده‌است. شبستان مسجد پلانی مستطیل شکل دارد و به شیوه طاق و چشمه بر روی هشت ستون سنگی مشعلی شکل استوار شده‌است. مسجد وانان فاقد تزیینات خاص است و رسمی بندی‌هایی که از آجر و در نمای ورودی شمال مسجد به کار رفته تنها تزیینات آن است. مصالح مورد استفاده در این مسجد که قدمت آن به اواخر دوره قاجاریه می‌رسد، عبارتند از: آجر، گچ و ساروج.